# Idrissa Coulibaly
Pour les articles homonymes, voir Coulibaly.
Idrissa Coulibaly, né le 19 décembre 1987 à Bamako, est un footballeur international malien. Son poste de prédilection est défenseur axial ou latéral (droit). Ancien défenseur de la JSK. Du fait de la situation de guerre en Libye, Idrissa Coulibaly est recruté officiellement par l'Espérance sportive de Tunis. Le 3 septembre 2012, il signe un contrat de deux ans au FC Istres. Quelques jours après, le joueur est prêté pour cinq mois à Lekhwiya Sports Club.

## Clubs
- CS Keita : 2006 - 2008
- JSK : 2008 - Janvier 2011
- Al Ahly Janvier 2011 - Juillet 2011
- Espérance sportive de Tunis : Juillet 2011 - Aout 2012
- FC Istres : depuis septembre 2012
- Lekhwiya : prêt pour cinq mois à partir de septembre 2012
- Raja Casablanca : 2013-
  -  Hassania d'Agadir : 2014-2015
  -  FC Arouca : 2015
- US Ben Guerdane : 2016-2018
- Al-Nahda : 2018-

## Palmarès
- Champion d'Algérie 2008 avec la JSK

- Champion de Tunisie 2011 avec l'ES Tunis

- Vainqueur de la Ligue des champions de la CAF 2011 avec l'ES Tunis